# La Cité muette
Pour plus de détails, voir Fiche technique et Distribution.
La Cité muette est un documentaire français réalisé par Sabrina Van Tassel et sorti en 2015.

## Fiche technique
- Titre : La Cité muette
- Réalisation :	Sabrina Van Tassel
- Scénario : Sabrina Van Tassel
- Production : J2F Production
- Pays :  France
- Durée : 88 minutes
- Date de sortie : France - 13 mai 2015

## Sélection
- Festival du film français de Los Angeles 2015[1]